# Кашине Белини (Новара)
Кашине Белини је насеље у Италији у округу Новара, региону Пијемонт.
Према процени из 2011. у насељу је живело 45 становника. Насеље се налази на надморској висини од 219 м.